# 자의교서
자의교서(自意敎書, 라틴어: Motu proprio)는 기독교에서, 로마 가톨릭교회의 교황이 자신의 권위에 의거하여 교회 내의 특별하고 긴급한 요구에 응하기 위해 자의적으로 작성하여 발표한 교황 문서를 말한다.
교황이 자의교서를 발표하면 그 즉시 전 세계 모든 가톨릭교회에 전해지거나 혹은 일부 교회 또는 일부 개인에게 전해지기도 한다.
최초의 자의교서는 1484년 교황 인노첸시오 8세에 의해 작성되었다. 자의교서는 다른 교황 문헌 종류들보다는 조금 가벼운 규율문제나 행정적 문제를 다루는 집행적 성격을 갖는다.